# March of the Lonely
March of the Lonely è il terzo album di Martin Grech.

## Tracce
1. Treasures – 1:41
2. Kingdom – 3:39
3. The Heritage – 4:03
4. Ashes Over Embers – 5:41
5. The Washing Hands – 4:32
6. Soul Sirens – 5:22
7. Ruins – 3:46
8. The Giving Hands – 4:04
9. All Lovers Learn – 4:36
10. Heiress – 2:28
11. March of the Lonely – 5:56